# 1990 في الدنمارك
فيما يلي قوائم الأحداث التي وقعت خلال عام 1990 في الدنمارك.

## سياسة

### تعيين في المنصب
- 18 ديسمبر – أندرس فوغ راسموسن عضو فولكتنغ [الإنجليزية]‏.

## مواليد

### فبراير
- 2 فبراير – ميا ري لاعبة كرة يد دنماركية.

### مارس
- 18 مارس – مايكل دامغارد لاعب كرة يد دنماركي.
- 23 مارس – آنا صوفي أوكيلس لاعبة كرة يد دنماركية.
- 27 مارس – ألكسندر لينجارد لاعب كرة يد دنماركي.

### أبريل
- 10 أبريل – ساره إيفرسن لاعبة كرة يد دنماركية.

### يونيو
- 15 يونيو – مارتين هانسين لاعب كرة قدم دنماركي.

### يوليو
- 11 يوليو – كارولين فوزنياكي لاعبة كرة مضرب دنماركية.

### أغسطس
- 23 أغسطس – داركو جوكيتش لاعب كرة سلة دنماركي.

### سبتمبر
- 3 سبتمبر – ستين يورغنسن لاعبة كرة يد دنماركية.

### أكتوبر
- 3 أكتوبر – ماريا فيسكر لاعبة كرة يد دنماركية.
- 16 أكتوبر – جوهانا غودرون جونسدوتير مغنية آيسلندية.

### نوفمبر
- 21 نوفمبر – سيمون ماكينوك لاعب كرة قدم دنماركي.

## وفيات

### يناير
- 12 يناير – جون هانسن (مواليد 1924) لاعب كرة قدم دنماركي.

### يونيو
- 19 يونيو – ستين أيلر راسموسين (مواليد 1898)

### ديسمبر
- 19 ديسمبر – أولوف كونت روزنبورغ (مواليد 1923)